# 米高·西摩

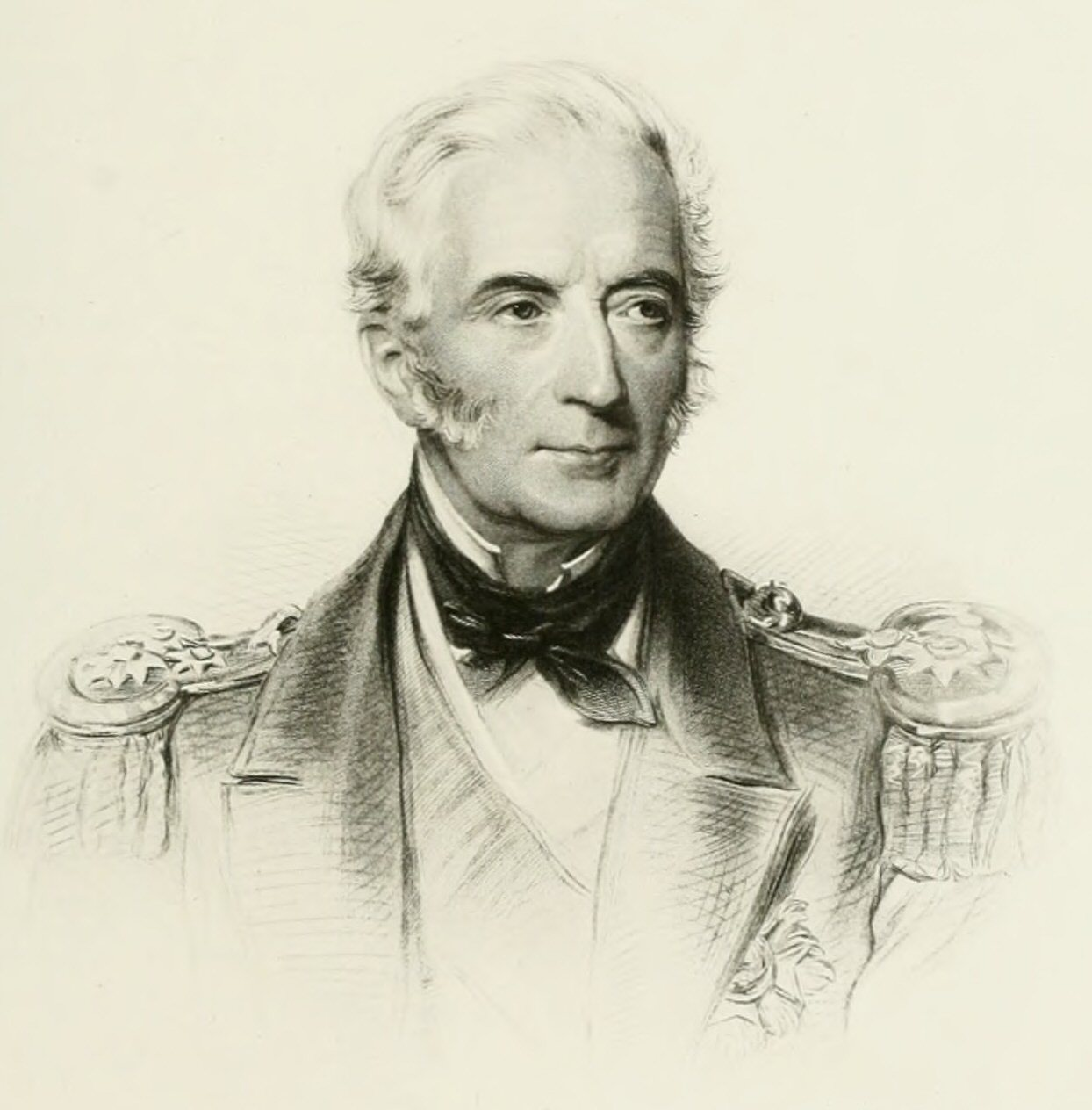
米高·西摩

米高·西摩爵士，GCB（Sir Michael Seymour，1802年12月3日—1887年2月23日）英國海軍上將、議員。第二次鴉片戰爭時任東印度及中國艦隊司令，攻陷廣州，又在第一次大沽口之戰中佔領大沽口，迫使滿清簽訂《天津條約》。1859年獲GCB勳銜。1859年至1863年當選為德文波特的國會議員。1860年11月1日，晉升海軍中將，1864年3月5日，再晉升為海軍上將。1863年3月至1866年3月，任朴茨茅斯海軍總司令。1870年退役。1875年獲封為聯合王國海軍中將（Vice-Admiral of the United Kingdom）。

## 相關
- 西摩道
- 西摩臺